# Троепёрые
Троепёрые (лат. Tripterygiidae) — семейство лучепёрых рыб отряда Blenniiformes. От морских собачек их отличает присутствие чешуи, от бычковых — брюшные плавники с двумя лучами, а от тех и других — три спинных плавника. Это мелкие мелководные рыбы, обитающие на дне среди камней или на коралловых рифах. Встречаются в основном в тропических морях и тёплых морях умеренных широт.

## Таксономия
В состав семейства включают 29 родов и 171 вид:
- Acanthanectes
- Apopterygion
- Axoclinus
- Bellapiscis
- Blennodon
- Brachynectes
- Ceratobregma
- Cremnochorites
- Crocodilichthys
- Cryptichthys
- Enneanectes
- Enneapterygius
- Forsterygion
- Gilloblennius
- Grahamina
- Helcogramma
- Helcogrammoides
- Karalepis
- Lepidoblennius
- Lepidonectes
- Norfolkia
- Notoclinops
- Notoclinus
- Obliquichthys
- Ruanoho
- Springerichthys
- Trianectes
- Trinorfolkia
- Tripterygion
- Ucla